# Norais de Cadaqués
Els norais de Cadaqués són uns amarradors de pedra en la badia de Cadaqués (Alt Empordà), anomenats popularment pilons. Se'n conserven quatre inclosos en l'Inventari del Patrimoni Arquitectònic de Catalunya.
Els quatre norais de les antigues construccions portuàries de la badia de Cadaqués són el des Podritxó, el des Pianc i el d'en Tits, tots vora la costa oriental de la badia, i el més gran dit Es Piló, mar endins de sa Costa, no lluny des Barrumà i sa Tortuga, als esculls des Farallons.

## Història
Són testimonis de les èpoques properes de la marina mercant de la vila. Es complementaven amb unes estaques i amb un seguit d'amarradors de pedra -variables pilons - clavats a terra ferma, sobretot al llarg de la platja Gran- a l'actual passeig Escofet- els quals ja no existeixen. A la platja des Portal o platja d'en Noves hi hagué un vell canó plantat, també com a amarrador.
L'any 1863 es va construir el camí de sa Costa, però durant temps fou intransitable per a carruatges en el tram de la platja Seca i la platja de Ses Oliveres. El tram de camí precedent, la riba del Poal fins al Pianc, es va construir el 1829 fins al "PONT D'EN RAHOLA," indret també només practicable als vianants, durant molt de temps.
La riba del Poal, pròxima al norai des Podritxó, fou construïda l'any 1865. El primer paviment -rastell de còdols fou refet l'any 1925.

## Norai d'en Tits

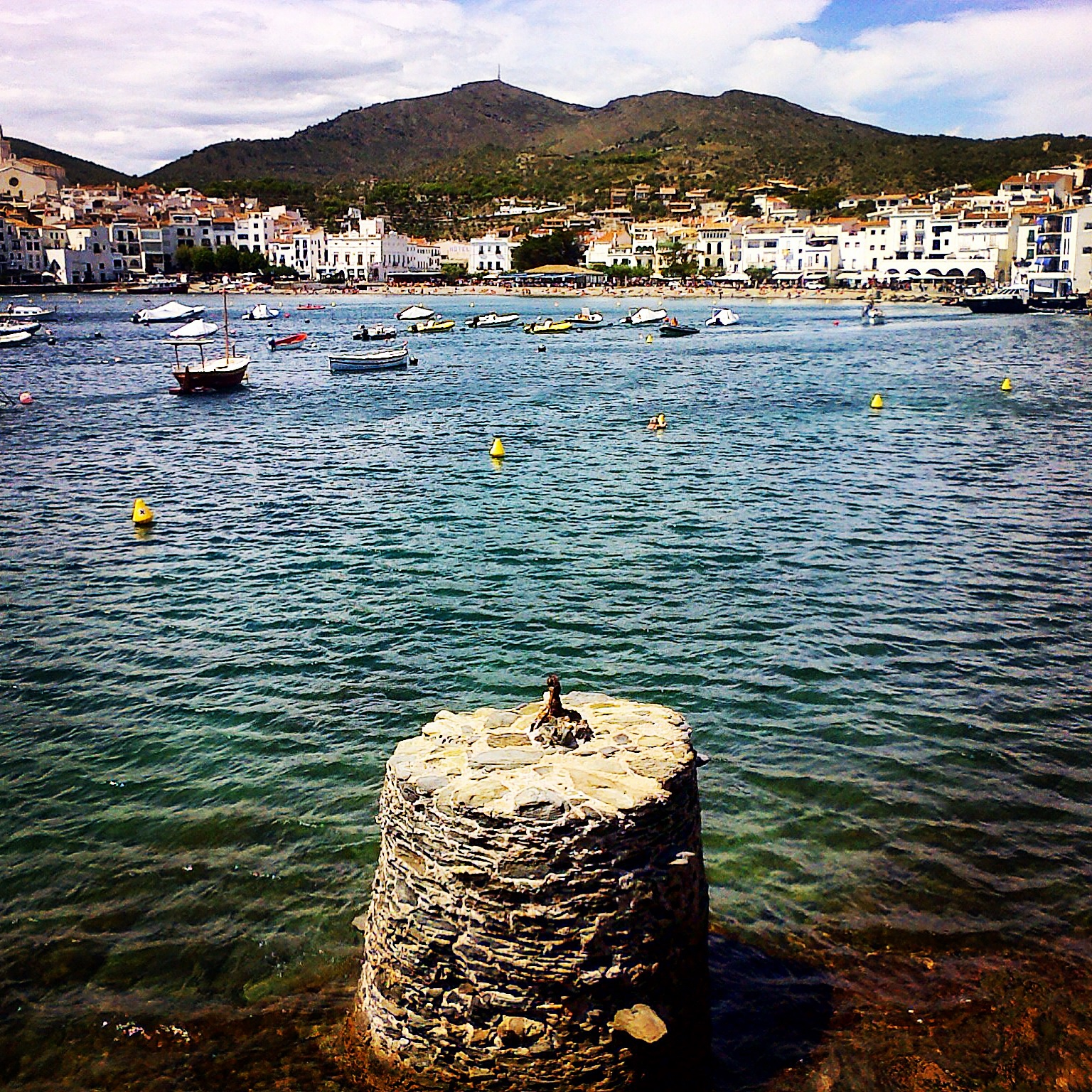
Norai d'en Tits

El Norai o Piló d'En Tits se situa a l'entrada de la Platja des Pianc, a un parell de metres de terra, just a les roques del Bau de sa Policorna. Al damunt hi passa el camí que voreja aquest litoral.
Aquest norai presenta una planta lleugerament troncocònica, d'uns dos metres de diàmetre i que emergeix uns 2,5 metres del mar. L'estructura està construïda amb rebles de pissarra lligats amb morter, i hi sobresurten unes lloses i argolles de ferro per amarrar. Al centre de l'espai planer superior hi ha clavat verticalment un element de ferro acabat en cercle.

## Norai des Pianc
Situat a l'entrada de la Platja del Pianc, al sector de les roques del Bau de sa Policorna, sota el tram inicial del camí-carretera de sa Costa que ressegueix el litoral de llevant de la badia, a s'Arenella (avui Avinguda Víctor Rahola). Des del passeig hi ha un baixant fet per arribar a les roques pròximes al norai.
Té forma cilíndrica, d'uns dos metres de diàmetre, i emergeix uns dos metres més respecte al nivell del mar. A la part superior, hi té lloses de grans dimensions disposades en direcció al centre d'aquest espai circular, on hi ha una altra llosa clavada. Al costat septentrional sobresurten unes lloses, a diferents nivells, que es feien servir d'esglaons per pujar al capdamunt.

## Norai des Podritxó

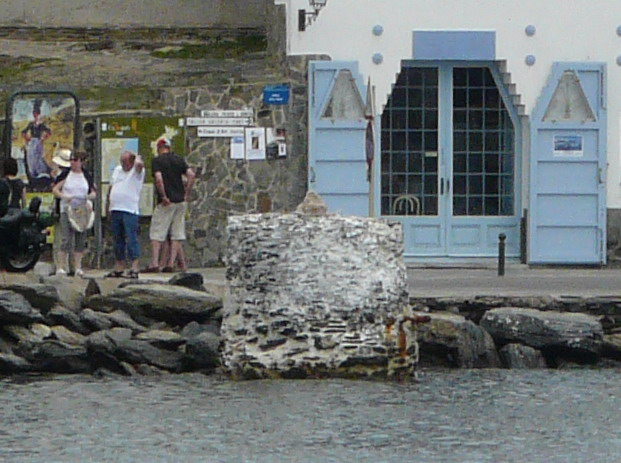
Norai des Podritxó

El Norai des Podritxó està situat a l'extrem septentrional de la Platja Gran, just en la inflexió del Podritxó i la Riba des Poal, a l'angle nord-est, i per tant, el més protegit de la tramuntana de la badia de Cadaqués.
El pilar és bastit amb un rebliment de pissarra lligada amb morter. De forma cilíndrica d'uns 2 metres de diàmetre i que sobresurt uns 2,5 metres de l'aigua. Al parament s'observen testimonis d'algunes reparacions. A la banda que dona al mar, trobem una gran argolla de ferro encastada per amarrar. El coronament és gairebé planer i en el centre hi ha una pedra calcària treballada.

## Es Piló

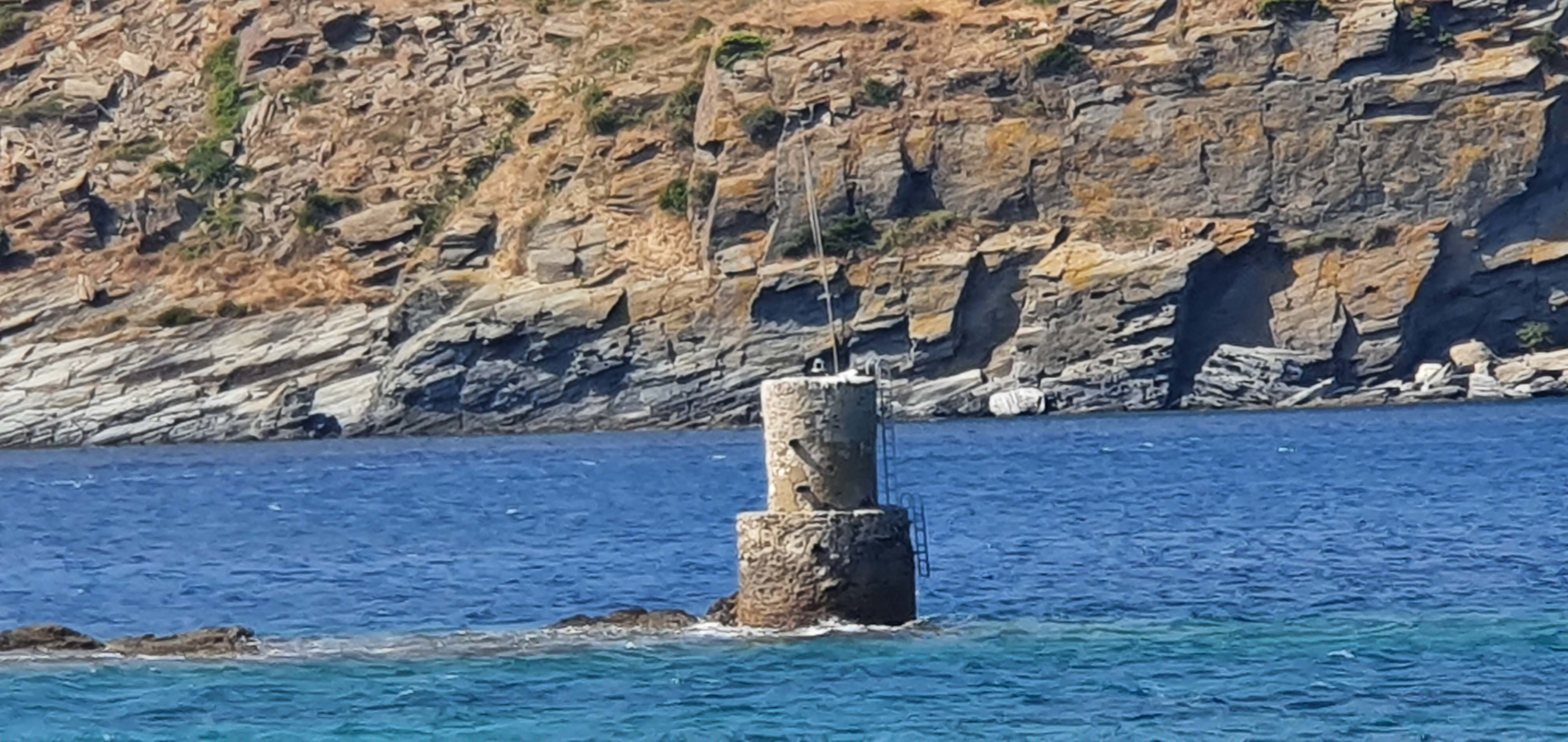
Es Piló

Gran norai i/o boia de senyals que es bastí sobre un escull del conjunt des Farallons, a l'entrada i al mig de la badia de Cadaqués, però més pròxim a la seva costa oriental, enfront des Barrumà i sa Tortuga.
La silueta característica des Piló és una senya d'identitat del paisatge cadaquesenc juntament amb la de l'illot des Cucurucú que es troba mar endins. Construït amb rebles de pissarra i morter formant dos volums cilíndrics sobreposats i en degradació en el sentit de l'altura. S'enlaira uns cinc metres sobre el nivell del mar.